# Sedmička (časopis)
Sedmička byl populárně zaměřený dětský časopis vycházející v letech 1968 až 1992. Vznikla v květnu 1968 transformací Pionýrských novin. Od roku 1970 vycházela jako Sedmička pionýrů, v roce 1990 se vrátila k původnímu názvu. Byla určena pro věkovou skupinu 10 až 15 let, vycházela s týdenní periodicitou. Zaměřovala se na rozhovory s populárními herci, zpěváky a sportovci, zajímavosti ze světa a z kultury, povídky a zábavné čtení. Pravidelně přinášela texty písní včetně notového zápisu s akordovým doprovodem a oblíbené komiksy. Od roku 1976 otiskovala francouzský komiks Asterix.

## Historie
První číslo Sedmičky vyšlo 2. května 1968 s podtitulem „Čtení pro chlapce a děvčata na sedm dní“, který se po celou dobu existence časopisu nezměnil. V čísle nebyly žádné odkazy na Pionýrské noviny, adresa redakce však byla stejná a číslo reagovalo na dopisy čtenářů. Oproti Pionýrským novinám přešla Sedmička na standardní časopisecký formát A4. Celý časopis včetně obálky byl vytištěn na bílém papíře a obsahoval 16 stran. První, zkrácený, ročník vycházel do srpna 1968 a měl 18 čísel. Šéfredaktorem byl Jan Ryska, který tuto pozici zastával již od října 1967 v Pionýrských novinách, vydavatelem podnik Mladá fronta.
Od druhého ročníku přešla Sedmička na barevné obálky, rozsah časopisu se nezměnil. V téže době se redakce přestěhovala z původního sídla v Panské ulici na Staroměstské náměstí. Vydavatelem se v prosinci 1968 stala Česká rada Pionýra. Ve třetím ročníku se měl zvýšit počet stran, nakonec však k tomu z důvodu nedostatečné kapacity tiskárny nedošlo. Od začátku 4. ročníku (září 1970) byl pozměněn název na Sedmičku pionýrů. V prvních třech letech otiskoval časopis na zadní straně komiksy Walta Disneye, od května 1971 je nahradily komiksy jiných vydavatelů.
V 9. ročníku (1975/76) se zvětšil formát časopisu a zlepšila se kvalita papíru. Počet stran zůstal stejný, ale všechny byly tištěny barevně. Sedmička tak získala svou definitivní podobu, která se podstatně nezměnila po většinu její další existence. V souvislosti s nadcházejícím odchodem šéfredaktora Jana Rysky do důchodu převzal počátkem roku 1978 vedení redakce Josef Týč. V září 1983 se redakce přestěhovala do Domu dětského a mládežnického tisku v Radlicích. V roce 1987 dosáhla Sedmička rekordního nákladu 230 000 výtisků.
Od 5. ledna 1990 se časopis vrátil k původnímu názvu Sedmička a vydavatelem se stala opět Mladá fronta. V následujícím období se několikrát zvýšila cena. V březnu 1991 se v důsledku přechodu na novou rotačku zmenšil formát. Náklad časopisu v novém období setrvale klesal a v létě 1992 rozhodl vydavatel o jeho zastavení. Poslední číslo vyšlo 28. srpna 1992, šéfredaktorkou v té době byla Svatava Hirschová.

## Seznam hlavních komiksů (na zadní straně)
- Kouzelník Merlin, 1-13/I, Walt Disney
- David Crockett, 14/I-23/II, Walt Disney
- Stěna smrti, 24-40/II, Walt Disney
- Věrný syn, 41/II-4/III, Walt Disney
- Robin Hood, 5-29/III, Walt Disney
- Zuzka a Tulák, 30-52/III, Walt Disney, původně Lady a Tramp (Lady and the Tramp)
- Zorro, 1-18/IV, Walt Disney
- Tobyho cirkusová dobrodružství, 19-31/IV, Walt Disney
- Zorro, 32-38/IV, Walt Disney
  - Orlí havěť
- Čtyři a pes, 39/IV-3/V, J. R. Kutý/Jiří Kalousek
- Vzpomínky kubánského chlapce Chamaco, 4-19/V , Fidel Morales/Roberto Alfonso Cruz
- Nobi, 20-34/V, Ludwig Renn/Robe
- Stanice G-70, 35-38/V, Fabiana
- Potulný samuraj, 39-50/V, Luis Lorenzo
- Naoh - pravěký lovec, 51/V-9/VI, J. H. Rosny/R. A. Cruz
- Leonovy příhody, 10-13/VI
- Kocour Felix, 14--15/VI
- Elpidio Valdés, 16-28/VI, Juan Padrón
- Poklad zlaté flotily, 29-45/VI, Tibor Cs. Horváth/Ernö Zórád
- Dobrodružství Huckleberryho Finna, 46/VI-9/VII, H. Maza podle Marka Twaina
- Vzduchoplavci, 10-25/VII, Radek Kubínek/André Černoušek
- Jen počkej, zajíci!, 26-38/VII
- Tajemství pyramidy, 39-48/VII
- Rahan, 49/VII-30/VIII, Roger Lecureux/André Chéret
  - Človíček
  - Rahan v zemi stínů
  - Rahan v sekyrovém háji
- Past na pihouna, 31-40/VIII, Roger Lecureux/Nortier Gaty
- Rahan, 41-51/VIII, Roger Lecureux/André Chéret
  - Pouta pravdy
- Les As, 1-37/IX, Greg (Michel Régnier)
  - Vzdušný pirát
  - Polévková mísa od Aztéků
  - Preparát P.Q.X.Y.Z.32
  - Poklad z XVIII. století
  - Pivoňkovo cestování časem
  - Pivoňkovo trápení s létajícím růžovým slonem
  - Po stopě záhadného "M"
  - Dobrodružství na výletě
- Asterix, 41/IX-33/XIII, René Goscinny/Albert Uderzo
  - Asterix z Galie
  - Asterix a Olympijské hry
  - Asterix a zlatý srp
  - Asterix a Gótové
  - Věštec
  - Asterix a Kleopatra
- Záhada asteroidu 1431, 34-51/XIII, Nemere István a Tibor Cs. Horváth/Fazekas Attila
- Cesta do Plutonie, 52/XIII-19/XIV, Tibor Cs. Horváth/Imrich Sebök podle V. A. Obručeva
- Tajné poslání, 20-35/XIV, Tibor Cs. Horváth/Ernö Zórád podle Kazimierze Kozniewského
- Návrat na Zemi, 36-52/XIV, Tibor Cs. Horváth/Ernö Zórád podle Sama J. Lundwalla
- Třináctka ze staré čtvrti, 1/XV-52/XVII, T. Pavel/Jiří Petráček
- Mimozemšťané, 1/XVIII-52/XXI, Jiljí Záruba/Jiří Petráček
- Moderní pravěk, 1/XXII-52/XXII, V. Kovařík/D. Vlach
- 3+1, 1/XXIII-42/XXIII, M. Sova/S. Levenová
- Asterix, 43/XXIII-52/XV, René Goscinny/Albert Uderzo
  - Asterix u Helvétů
  - Asterix legionářem
  - Asterix a kotlík